# マルセロ・フィリピーニ
マルセロ・フィリピーニ（Marcelo Filippini, 1967年8月4日 - ）は、ウルグアイ・モンテビデオ出身の元男子プロテニス選手。1999年の全仏オープンでベスト8に入り、当地のテニス選手として4大大会男子シングルスの最高成績を出した選手である。
自己最高ランキングはシングルス30位、ダブルス44位。彼はATPツアーでシングルス5勝、ダブルス3勝を挙げた。フォアハンド・ストロークを最も得意にしたベースライン・プレーヤーである。

## 経歴
フィリピーニはテニスインストラクターである父親の手ほどきで、5歳からテニスを始めた。1985年から男子テニス国別対抗戦デビスカップウルグアイ代表選手に選ばれ、1987年に20歳でプロ入りする。1988年全仏オープンで4大大会初出場。この年、フィリピーニはATPツアーでシングルス・ダブルスともに初優勝を果たした。シングルスでは1988年7月のスウェーデン・オープンで優勝し、ダブルスは2ヶ月後の9月下旬にシチリア国際を制している。1989年8月にプラハ・オープン大会でシングルス2勝目を獲得するが、それから5年間シングルスの優勝がなかった。
1992年全仏オープン男子シングルスでは、フィリピーニとディエゴ・ペレスの2人のウルグアイ人選手が4回戦に勝ち残った。これは当地の男子テニス界では史上初めての出来事であった。フィリピーニは4回戦でアンリ・ルコントに3-6, 2-6, 4-6で敗れ、予選勝者だったペレスもニクラス・クルティに敗れたため、ウルグアイ勢はここではベスト8に届かなかった。1994年6月、フィレンツェ国際トーナメントで5年ぶりのツアー3勝目を挙げる。
1996年3月のハサン2世グランプリ1回戦でアルベルト・ベラサテギと「男子テニス史上最長ゲーム」を繰り広げた。デュースを「28回」繰り返した「20分」のゲームをベラサテギが取り、フィリピーニは2-6, 3-6で敗れた。同年にアトランタ五輪のウルグアイ選手団入りしオリンピックに出場した。シングルスのみ出場し2回戦敗退。1997年春、彼は4月のベライゾン・テニスチャレンジと5月中旬のヒポ・グループ・テニス国際で優勝し、シングルスで年間2勝を獲得した。ヒポ・グループ・テニス国際決勝ではパトリック・ラフターを7-6, 6-2で破ったが、これがフィリピーニの最後のツアー優勝になった。
1999年全仏オープンで、フィリピーニに最大のハイライトが訪れる。7年ぶり2度目の4回戦でグレグ・ルーゼドスキーを破った彼は、ウルグアイ人男子選手の4大大会最高成績となるベスト8進出を果たし、準々決勝でアンドレ・アガシに2-6, 2-6, 0-6のストレートで完敗した。この大会ではフィリピーニのほかに、ブラジルからグスタボ・クエルテンとフェルナンド・メリジェニの2人、チリのマルセロ・リオスがベスト8に入り、8強のうち4人を南米勢が占めたことから“南米旋風”と呼ばれた。フィリピーニ、クエルテン、リオスが準々決勝で敗れ、メリジェニも準決勝でアンドレイ・メドベデフに敗れて、ここで南米勢は姿を消した。
フィリピーニは赤土の全仏オープン以外での4大大会出場記録が少ない。全豪オープン出場は1993年・1998年の2度のみで、1993年の2回戦でケネス・カールセンに敗れた。ウィンブルドン選手権は1997年-1999年の3年連続出場で、すべて1回戦敗退に終わっている。全米オープンだけは、キャリア初期の1990年に初出場し、それから1996年-1999年まで出場記録を残した。
1999年全仏オープンの“南米旋風”からちょうど1年後、フィリピーニは2000年7月に33歳でATPツアーから引退した。デビスカップは2001年まで出場を続け、16年間の代表経歴を通じて通算「42勝36敗(シングルス31勝22敗・ダブルス11勝14敗)」の成績を残し、すべての部門でウルグアイ代表の歴代1位記録保持者になった。